# Kawasaki Ki-56
Dimensions
Le Kawasaki Ki-56 est un avion de transport japonais issu du Lockheed L-14 dont Kawasaki avait acquis la licence de production avant guerre et qui avait été désigné type LO de transport.
Le Ki-56 était légèrement plus grand et disposait de certaines améliorations comme un fuselage rallongé, des volets fowler, une structure allégée et des moteurs plus puissants : 2 Nakajima Ha-25 en étoile de 905 ch (708 kW).
Cet avion, qui entra en production sous l’appellation type 41, reçut le nom de code des alliés 'Thallia'.
Quand la production cessa en septembre 1941, 121 cellules avaient été assemblées.
Ces machines furent intensivement utilisées pendant la guerre du Pacifique.

## Sources